# قطب الدين أيبك
قطب الدين أيبك هو أول حاكم من المماليك على سلطنة دلهي، وهي أول دولة مستقلة في الهند، وكانت من قبل تتبع سلاطين غزنة من الغوريين. قامت الدولة الغورية (543-613هـ= 1148-1215م) على أنقاض الدولة الغزنوية التي كانت تملك بلاد الغور والأفغان والهند الشمالية، وامر السلطان محمد الغوري في حكم بلاده بالمماليك الذين كان يشتريهم ويخصّهم بعنايته، ويعدهم للغزو والجهاد، ويرقي منهم من تؤهله ملكاته ومواهبه للقيادة ومناصب الحكم، وعُرف من بين هؤلاء المماليك "قطب الدين أيبك"، ولاه الغوري ولاية دلهي.
وكان قطب الدين قائدا ماهرا وحاكما عادلا يتمسك بالإسلام ويكره الظلم والعسف، ويبغض نظام الطبقات الذي كان سائدا بالهند، ويُنسب له في دلهي مسجد رائع، ذو منارة سامقة، ما تزال قائمة حتى اليوم تُعْرف باسمه "قطب منار"، ويصل ارتفاعها إلى 250 قدمًا.
ولم تطل الحياة بالسلطان محمد الغوري حيث تعرض لعملية اغتيال في سنة (603هـ= 1206م) على يد أحد المتطرفين من المذهب الإسماعيلى. وتهيأت الظروف لأن تبرز مدينة دلهي، باعتبارها عاصمة لدولة سلاطين المماليك بالهند. انفرد أيبك بحكم الهند، بموافقة القادة الأتراك، الذين كانوا يعلمون برغبة السلطان في أن يظل أيبك في منصبه. فعمل على تصريف الأمور واستتباب الأمن في ولايته.
خضعت لحكم أيبك، المناطق الممتدة من ماوراء دهلي جنوباً إلى لاهور شمالاً، ومن الكجرات غرباً، إلى البنغال شرقاً. وكانت المساجد والمدارس تقام حيث تصل جيوشه.
اشتهر أيبك بالعدل وحسن الإدارة والكرم. وقد أحسن معاملة رعاياه الهندوس وأنفق على الفقراء،
سقط به جواده سقطه قاتله